# Каховский, Михаил Иванович
Михаил Иванович Каховский (1788—1840) — гражданский губернатор Слободско-Украинской губернии (1829—1833). Действительный статский советник.
Родился в Духовщинском уезде Смоленской губернии в семье отставного поручика Ивана Тимофеевича и его супруги Агафьи Андреевны, урожденной Храповицкой.
В 1806 году окончил Гродненский (Шкловский) кадетский корпус. Начал службу прапорщиком в Калужском мушкетерском полку. Участвовал в русско-прусско-французской 1806—1807 гг., русско-шведской 1808—1809 гг., отечественной 1812 г. войнах. Также участвовал в заграничных походах русской армии 1813—1814 гг., о которых рассказал в дневнике (Записки генерала Каховского о походе во Францию // «Русская старина». —1914. — № 2,3).
К началу войны 1812 года Каховский был уже майором, кавалером ордена Св. Владимира 4-й степени с бантом. Состоя при генерале П. Х. Витгенштейне, Каховский отличился в боях при Клястицах, участвовал в Смоленском сражении, в боях за Полоцк, в сражении на Березине, был ранен. Заслуги его были отмечены чином полковника и орденом Св. Анны 2-й степени с алмазами. В сентябре 1813 года награждён орденом Св. Георгия, золотое оружие, орден Св. Владимира 3-й степени, прусский орден «Пур ле Мерит»
В 1815 году вышел в отставку. В 1826 году стал предводителем дворянства Юхновского уезда Смоленской губернии. По рекомендации И. И. Дибича Николай I предложил ему чин генерал-майора и командование бригадой, но Каховский отказался. Тогда он был назначен с 12 марта 1829 года гражданским губернатором в Слободско-Украинской губернии. За борьбу с холерой он был удостоен ордена Св. Анны 1-й степени. Однако в последующим неоднократно отмечались непорядки в губернском Правлении: «В Казенной палате обнаружилось, — как доносил прокурор, — банкротство. Подрядчики и поставщики казны брали в три дорога, потому что не имели возможности получать из Казенной палаты следуемого им по контрактам. Город содержался в отвратительных санитарных условиях. Полиция, покровительствуемая губернаторским братом, состоявшем при Каховском в должности чиновника особых поручений, брала взятки и позволяла себе всякие злоупотребления». В 1833 году в ходе ревизии сенатора Мечникова были отстранены от должностей и преданы суду ряд чиновников губернского правления. Каховский стал сказываться больным, поручая исполнять обязанности то вице-губернатору Б. И. Пестелю, то председателю Уголовной палаты; 29 сентября 1833 года «временным военным губернатором с управлением гражданской частью» был назначен А. П. Никитин, Каховский был уволен от должности губернатора и причислен к Министерству юстиции и вскоре окончательно вышел в отставку. Поселился в своём имении в Смоленской губернии, где и скончался в 1840 году.